# 大川光三

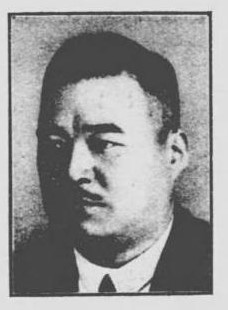
大川光三

大川光三（おおかわ みつぞう、1899年3月30日 - 1965年11月7日）は、日本の政治家。参議院議員（2期）。衆議院議員（2期）。

## 経歴
大阪府高槻市生まれ。加島銀行に勤務するかたわら関西大学専門部経済科に通い、1923年に同専門部卒業し弁護士試験に合格。1927年に独立し、弁護士事務所を開業。
1931年に大阪府会議員に当選して政界入り（立憲民政党所属）、大阪府会では副議長まで務め上げ、1942年の総選挙で大阪4区（当時）から翼賛政治体制協議会推薦で立候補して国政入りを果たした。このため戦後、公職追放を受けるも、追放解除後の1952年総選挙に旧大阪3区から改進党から出馬し国政復帰。しかし翌年の総選挙で落選して再度国政から遠ざかる。
1957年に日本社会党の森下政一の死去に伴う第3回参議院議員通常選挙大阪府選挙区補欠選挙で自由民主党から立候補し、日本社会党の村尾重雄を1839票差を破り当選。再度国政に復帰するが1959年（昭和34年）4月に左藤義詮が大阪府知事選挙立候補に伴い辞職することになり、再度補欠選挙が行われることとなった。本来なら前府知事の赤間文三を補選に擁立させるところだが、同年の通常選挙に改選される中山福蔵との相乗を狙って複数議席獲得を目指すこともあって、同年4月5日に大川が一旦議員を退職（自動失職）し、30日投票の補欠選挙へ立候補するという珍しい事態となった。
- このような運用が可能になった原因は、当時の大阪府選挙区の定数が6（改選定数が3）名であったことから、1名以上欠員が発生した場合は補欠選挙を行う要件となり、なおかつ2000年に公職選挙法が改正される前は「補欠選挙を行うべき事由が生じた時から40日以内に行う」（法第34条1項）規定があった事から、同年7月の参議院議員通常選挙に「合併選挙」（通常の改選定数に3年任期の1議席を合わせて選出する）にする事が出来ず、この選挙日程（統一地方選挙後期日程に組み込んだ）が組まれたことによる。

なお、2000年に公職選挙法が改正されて以降は、原則として春・秋の2回に統一補選として行われることになったため、補選の要因となった左藤の退職日（1964年3月29日）の場合は、通常の場合では秋の統一補欠選挙（同年の10月第4日曜日）に組み込まれる運用になる。ただし、参議院議員通常選挙が行われる年については、秋の統一補選を待たずしてその選挙に合併されることになるため、この場合の現在の運用は「同年7月の参議院議員通常選挙に（左藤の欠員分の）3年任期の補欠1議席を合併して実施」することになる。

この補欠選挙で大川は再度当選（通常選に出た赤間は当選・中山は落選）し、第2次池田第1次改造内閣では通商産業政務次官となったが、1962年の参院選で落選（前議員の中山が返り咲き）し、3年後に死去する。死没日をもって勲二等瑞宝章追贈、従四位に叙される。

## 役職
- 参議院自民党政策審議会副会長
- 裁判官訴追委員

## その他
大宅壮一は小学校時代からの親友。1917年4月8日の夜、大川は当時茨木中学校へ通い富田に住む大宅壮一の家を訪れた。大川は大宅に『僕の親は僕を加島銀行に入れようとしている、ただし僕はもっと勉強したい、中学校へも入れないで親にもうちゃんと食われるのだと思うと残念だ、君の判断によって処置を決するから』と進路の相談をした。大宅はどう答えてよいか苦しんだ結果、親に従い実業界に入る事を勧めた（これは兼ねてより大宅自身が実家の醤油屋の傾いたのを目の当たりにして実業界へ入り成功する事に憧れていた事に拠る所が大きい）。大川は『明日支配人の許へ行くよ』と言い意を決したのであった（大宅壮一『青春日記』）。